# Port lotniczy Santoryn
Port lotniczy Santoryn – grecki port lotniczy zlokalizowany na wyspie Santoryn w miejscowości Kamari. Port lotniczy funkcjonuje jako lotnisko cywilne i wojskowe. Ze względu na małą płytę postojową jest w stanie obsłużyć do sześciu cywilnych samolotów typu Boeing 757, Boeing 737, Airbus A320, BAe 146, Fokker 70 oraz ATR 72. Port obsługuje zarówno loty regularne, jak i czarterowe.

## Linie lotnicze i połączenia
| Linia lotnicza                | Kierunek |
| ----------------------------- | --- |
| Aegean Airlines               | 1. Ateny |
| Aer Lingus                    | Sezonowo: 1. Dublin |
| Air Europa                    | Sezonowo: 1. Madryt |
| Air France                    | Sezonowo: 1. Marsylia 2. Nicea 3. Paryż-Charles de Gaulle |
| Air Baltic                    | Sezonowo: 1. Ryga |
| Animawings                    | Sezonowo: 1. Bukareszt |
| Austrian Airlines             | Sezonowo: 1. Wiedeń-Schwechat |
| Bluebird Airways              | Sezonowo: 1. Tel Awiw |
| British Airways               | Sezonowo: 1. Londyn-Gatwick 2. Londyn-Heathrow |
| Cyprus Airways                | Sezonowo: 1. Larnaka |
| EasyJet                       | Sezonowo: 1. Bristol 2. Edynburg 3. Genewa 4. Londyn-Gatwick 5. Londyn-Luton 6. Manchester 7. Mediolan-Malpensa 8. Neapol                                    |
| Edelweiss Air                 | Sezonowo: 1. Zurych-Kloten |
| Eurowings                     | Sezonowo: 1. Kolonia/Bonn 2. Düsseldorf 3. Hamburg 4. Stuttgart                                                                                              |
| Eurowings Discover            | Sezonowo: 1. Frankfurt 2. Monachium |
| Finnair                       | Sezonowo: 1. Helsinki |
| Flydubai                      | Sezonowo: 1. Dubaj |
| Flynas                        | Sezonowo: 1. Rijad |
| Gulf Air                      | Sezonowo: 1. Bahrajn |
| Iberia Express                | Sezonowo: 1. Madryt |
| Jet2.com                      | Sezonowo: 1. Birmingham 2. Bristol 3. Edynburg 4. East Midlands 5. Leeds/Bradford 6. Londyn-Stansted 7. Manchester 8. Newcastle                              |
| Lufthansa                     | Sezonowo: 1. Frankfurt 2. Monachium |
| Luxair                        | Sezonowo: 1. Luksemburg |
| Neos                          | Sezonowo: 1. Mediolan-Malpensa 2. Werona |
| Norwegian Air Shuttle         | Sezonowo: 1. Kopenhaga 2. Oslo-Gardermoen 3. Sztokholm-Arlanda                                                                                               |
| Olympic Air                   | Sezonowo: 1. Saloniki |
| Ryanair                       | Sezonowo: 1. Ateny 2. Bari 3. Mediolan-Bergamo 4. Dublin 5. Gdańsk 6. Kraków 7. Londyn-Stansted 8. Mediolan-Malpensa 9. Neapol 10. Rzym-Fiumicino 11. Wiedeń |
| Scandinavian Airlines System  | Sezonowo: 1. Kopenhaga Sezonowe czartery: 1. Göteborg 2. Oslo-Gardermoen 3. Sztokholm-Arlanda 4. Trondheim                                                   |
| Sky Express                   | 1. Ateny |
| Smartwings                    | Sezonowo: 1. Praga 2. Warszawa-Okęcie |
| Swiss International Air Lines | Sezonowo: 1. Genewa |
| Transavia.com                 | Sezonowo: 1. Amsterdam 2. Bruksela 3. Lyon 4. Nantes 5. Paryż-Orly                                                                                           |
| TUI Airways                   | Sezonowo: 1. Birmingham 2. Bristol 3. East Midlands 4. Manchester                                                                                            |
| TUI fly Belgium               | Sezonowo: 1. Bruksela |
| Volotea                       | 1. Ateny 2. Saloniki Sezonowo: 1. Bari 2. Bilbao 3. Bordeaux 4. Lyon 5. Marsylia 6. Nantes 7. Neapol 8. Palermo 9. Tuluza 10. Wenecja 11. Werona             |
| Vueling Airlines              | Sezonowo: 1. Barcelona 2. Rzym-Fiumicino |
| Wizz Air                      | Sezonowo: 1. Abu Zabi 2. Bukareszt 3. Budapeszt 4. Katania 5. Neapol 6. Rzym-Fiumicino 7. Tel Awiw 8. Wenecja 9. Warszawa-Okęcie                             |